# 3-Metyloamino-L-alanina
3-Metyloamino-L-alanina, BMAA – organiczny związek chemiczny z grupy aminokwasów, neurotoksyna obecna w nasionach niektórych gatunków sagowców. BMAA jest aminokwasem niebiałkowym, produkowanym przez cyjanobakterie z rodzaju Nostoc żyjące w korzeniach sagowców. Istnieją przesłanki by sądzić, że BMAA ma udział w patogenezie choroby degeneracyjnej znanej jako stwardnienie zanikowe boczne zachodniego Pacyfiku endemicznie występującej na wyspie Guam. Dzieje się tak, gdy BMAA zastępuje serynę w łańcuchu dysmutazy ponadtlenkowej SOD-1, zmieniając jej kształt.